# معماری سلولی

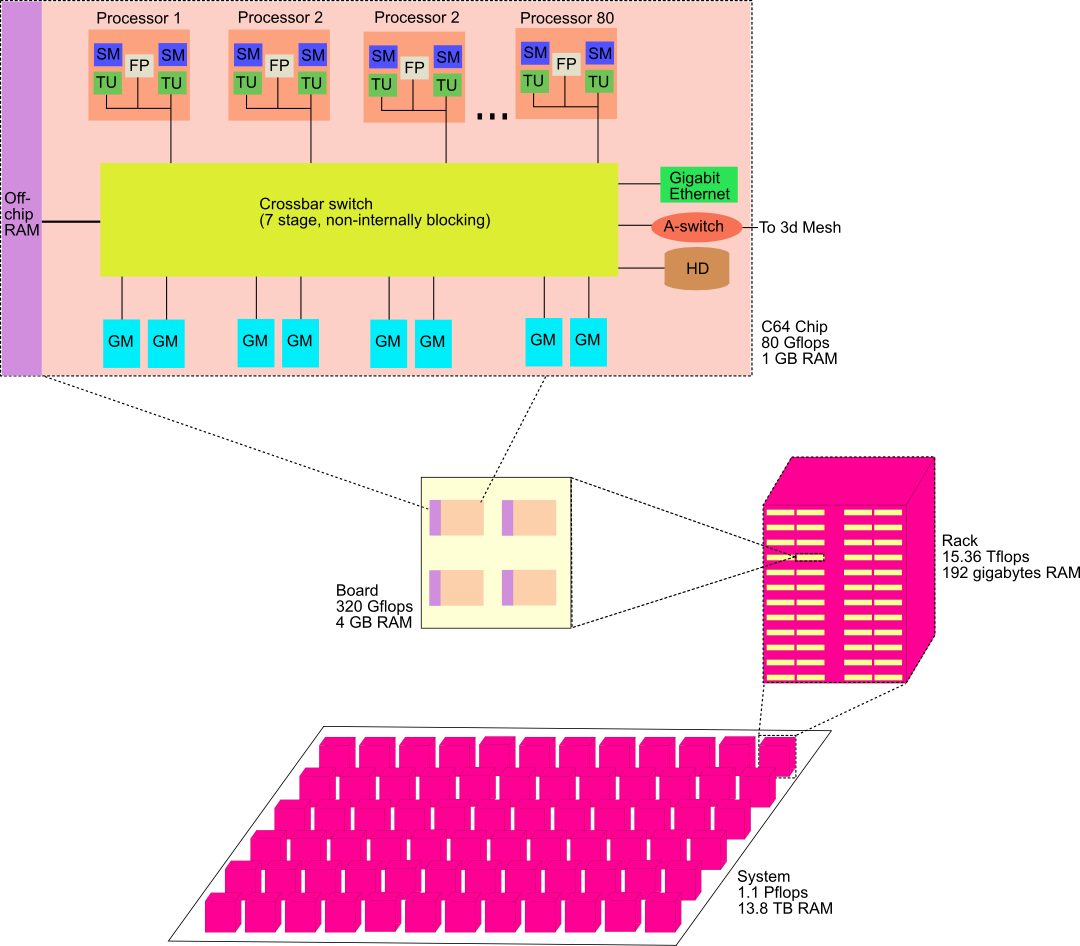
معماری Cyclops64 شامل صدها گره محاسباتی خواهد بود

معماری سلولی نوعی معماری کامپیوتری است که در محاسبات موازی برجسته است. معماری سلولی نو پا است و ریزپردازنده سلولی IBM اولین موردی است که در بازار منتشر می‌شود. معماری سلولی، طراحی معماری چند هسته ای را به نتیجهٔ منطقی (لاجیکال) متناسب به خود تبدیل می‌کند، با دادن این قابلیت به برنامه‌نویس که بتواند همزمان تعداد زیادی رشته را در یک هسته اجرا کند. هر «سلول» یک گره محاسباتی است که شامل واحدهای رشته‌ای، حافظه ای و ارتباطاتی است. افزایش سرعت با بهره‌برداری از موازی‌سازی سطح نخ که در بسیاری از برنامه‌ها خود به خود موجود است محقق می‌شود.
سل(cell)، یک معماری سلولی ۹ هسته ای است که در واقع مشابه پردازنده ای است که در پلی استیشن ۳ استفاده می‌شود. یکی دیگر از معماری‌های سلولی برجسته Cyclops64 است، همان معماری موازی انبوه ای است که در حال حاضر توسط IBM در حال توسعه است.
معماری سلولی از الگوی برنامه‌نویسی سطح پایین پیروی می‌کند که برنامه‌نویس را در معرض بسیاری از سخت‌افزارهای اساسی قرار می‌دهد. این قابلیت به برنامه‌نویس اجازه می‌دهد تا کد خود را تا حد زیادی برای پلتفرم بهینه‌سازی کند، اما در عین حال توسعه نرم‌افزار را مشکل‌تر می‌کند.